# Râul Rediu, Bahlui
Râul Rediu sau Râul Fundu Văii este un curs de apă, afluent al râului Bahlui. Are o lungime de 8 km și o suprafață a bazinului de 11 km².

## Date geografice
Râul Rediu izvorăște din zona dealului Breazu, curgând prin Valea Rediu, de-a lungul Șoselei Rediu care leagă municipiul Iași de comuna Rediu. Pe parcursul curgerii sale, apele râului Rediu sunt barate de lacul de acumulare Rediu (aflat la o distanță de 2 km de Iași), închis cu garduri și unde se poate pescui. 
Râul intră în Iași prin cartierul Păcurari, în apropiere de Cimitirul Sfânta Vineri. Apele sale se varsă în râul Bahlui, în apropiere de Depoului de tramvaie din cartierul ieșean Dacia.

## Poluare
Râul Rediu este poluat, pe malurile sale și în albia sa fiind aruncate gunoaie menajere, zidărie, bălegar și peturi .   
Raportul Anual privind starea mediului în România pe anul 2007 întocmit de Agenția Națională pentru Protecția Mediului preciza că la 15 august 2007, RAJAC Iași a poluat râul Rediu cu ape uzate neepurate încărcate cu detergenți și fosfați .

## Fotogalerie

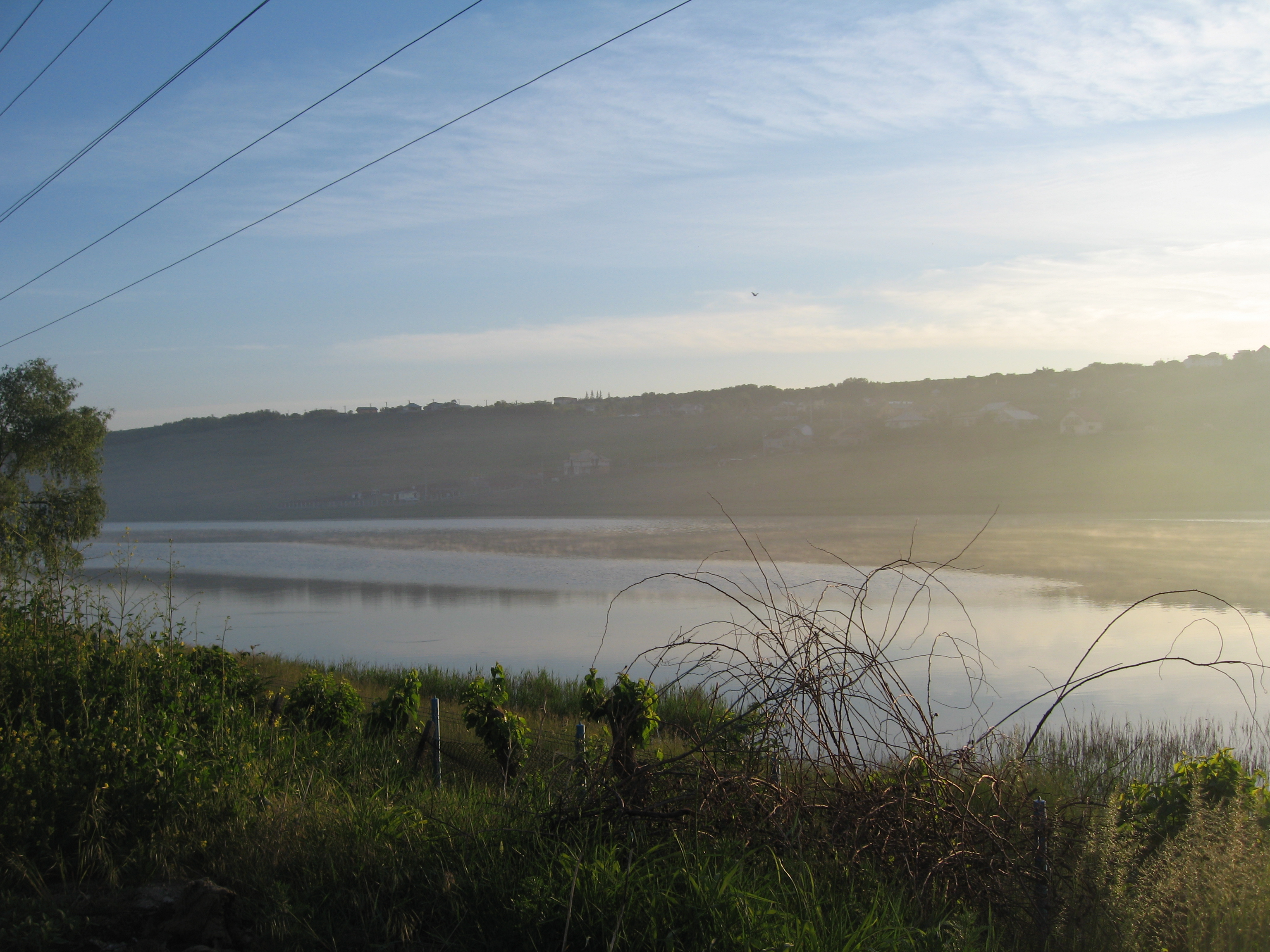
Lacul de acumulare Rediu